# Шарка Кашпаркова
Шарка Кашпаркова (чеш. Šárka Kašpárková; Карвина, 20. мај 1971) је бивша чешка атлетичарка, која се такмичила у дисциплинама 100 м препоне, скок увис, скок удаљ и троскок. Од своје 36 године ради као спортски инструктор.
Кашпаркова је започела професионалну каријеру спортисте као скакачица увис. У тој дисциплини освојила је бронзану медаљу на Европском првенству за јуниоре 1988. и учествовала је на Олимпијским играма 1992 у Барселони.
Када се троскок у женској конкуренцији уведен на ИААФ такмичења, она се преоријентисала на троскок, као једна од првих. У троскоку је била трећа на Олимпијским играма 1996 у Атланти, а на Светском првенству 1997 у Атини је победила.
Кашпаркова је у браку са својим тренером Михалом Поганијем и имају кћерку Терезу.

## Значајнији резултати у троскоку
| Год. | Такмичење                       | Место               | Пласман | Резултат    |
| ---- | ------------------------------- | ------------------- | ------- | ----------- |
| 1993 | Светско првенство у дворани     | Торонто Канада      | 7       | 13,81       |
| 1993 | Светско првенство на отвореном  | Штутгарт Немачка    | 7       | 14,16       |
| 1995 | Светско првенстрво у дворани    | Барселона Шпанија   | 4       | 14,25       |
| 1995 | Светско првенство               | Гетеборг Шведска    | 7       | 13,94       |
| 1995 | ИААФ финале                     | Монако              | 7       | 13,73       |
| 1996 | Европско првенство у дворани    | Стокхолм Шведска    | 2       | 14,50       |
| 1996 | Олимпијске игре                 | Атланта САД         | 3       | 14,98       |
| 1997 | Светско првенство у дворани     | Париз Француска     | 3       | 14,66       |
| 1997 | Светско првенство на отвореном  | Атина Грчка         | 1       | 15,20 НР ЛР |
| 1998 | Европско првенство у дворани    | Валенсија Мадрид    | 2       | 14,76       |
| 1998 | Европско првенство на отвореном | Будимпешта Мађарска | 2       | 14,53       |
| 1999 | Светско првенство у дворани     | Маебаши Јапан       | 3       | 14,87       |
| 1999 | Светско првенство               | Севиља Шпанија      | 6       | 14,54       |
| 2000 | Олимпијске игре                 | Сиднеј Аустралија   | 4 кв.   | 14,34       |
| 2003 | Светско првенство на отвореном  | Париз Француска     | 12 кв.  | 13,75       |
| 2004 | Светско првенство у дворани     | Будимпешта Мађарска | 11 кв.  | 13,87       |
| 2004 | Олимпијске игре                 | Атина Грчка         | 16 кв   | 13,79       |
| 2005 | Европско првенство у дворани    | Мадрид Шпанија      | 4       | 14,34       |
| 2005 | Светско првенство на отвореном  | Хелсинки Финска     | 12 кв   | 13,69       |
| 2006 | Европско првенство на отвореном | Гетеборг Шведска    | 10 кв.  | 13,39       |

### Лични рекорди
- на отвореном:

100  препоне — 14,72 с
скок увис — 1,92 m 30. мај 1992, Керкаде, Холандија
скок удаљ — 6,56 m 20. јун 1998. Праг, Чешка Република
троскок — 15,20 m 4. август 1997, Атина, Грчка
- у дворани

троскок — 14,87 m 7. март 1999, Маебаши, Јапан